# Curaçaos staatkundig referendum 2005
Een referendum over de gewenste staatkundige structuur van Curaçao werd gehouden op 8 april 2005. Op deze datum vond ook op Sint Eustatius vond eenzelfde volksstemming plaats. Een ruime meerderheid van de Curaçaose bevolking koos voor een autonoom gebied binnen het Koninkrijk der Nederlanden, naar het voorbeeld van de status aparte van Aruba. Hiermee was een tweede ronde niet nodig. Bij een later referendum in 2009 zou men zich uitspreken over de nadere uitwerking van de nieuwe autonome status.
Nadat het referendum van 1993 geen steun had opgeleverd voor een aparte status voor Curaçao, probeerde de regering van de Nederlandse Antillen de vijf eilanden te herstructureren en de banden onderling aan te halen, zoals blijkt uit de instelling van een volkslied van de Nederlandse Antillen in 2000. Een nieuw referendum over Sint Maarten in 2000, dat zich uitsprak voor een aparte status voor Sint Maarten als land binnen het Koninkrijk der Nederlanden, leidde echter tot een nieuwe reeks referenda. Na de referenda op Bonaire en Saba in 2004 waren Curaçao en Sint Eustatius de laatste eilanden die stemden. Alle referenda vonden onder auspiciën van de Verenigde Naties plaats.

## Resultaten
| Keuze                                        | Stemmen | %     |
| -------------------------------------------- | ------- | ----- |
| Optie A: Autonoom land binnen het Koninkrijk | 42.425  | 67,82 |
| Optie B: Onafhankelijke staat                | 3.014   | 4,81  |
| Optie C: Deel van de Nederlandse Antillen    | 2.324   | 3,74  |
| Optie D: Deel van Nederland                  | 14.769  | 25,73 |
| ongeldig/blanco                              | 474     | –     |
| Totaal                                       | 63.024  | 100   |
| Geregistreerde kiezers/opkomst               | 114.500 | 55,04 |
| Bron:Direct Democracy                        |         |       |